# Hassan Vossough od-Dowleh
Hassan Vosough (en persan : حسن وثوق), également connu sous le nom de Hassan Vosough od-Dowleh (en persan : حسن وثوق الدوله) est un homme politique iranien, né le 19 septembre 1868 à Téhéran et mort le 3 février 1951 dans la même ville.

## Biographie
Frère aîné d'Ahmad Qavam, il a été Premier ministre d'Iran à deux reprises.